# Ichneumon simulans
Ichneumon simulans är en stekelart som beskrevs av Peter Friedrich Ludwig Tischbein 1873. Ichneumon simulans ingår i släktet Ichneumon och familjen brokparasitsteklar. Arten är reproducerande i Sverige. Inga underarter finns listade i Catalogue of Life.